# Монастырь Святого Иоанна
Монастырь Святого Иоанна — руины X—XIII века, находившиеся на мысу Иоанна в Ялте на Южном берегу Крыма. В настоящее время место, на котором был монастырь, находится в центре Ялты и плотно застроена. Датировка памятника произведена по аналогии с другими подобными монастырями Южного берега. Существует точка зрения, что Монастырь Святого Иоанна и Палекур в средневековье представляли собой одно укрепление просуществовавшее до XV века и являвшееся опорным пунктом генуэзцев.

## История изучения
Сведения о церкви св. Иоанна в Ялте содержатся ещё в «Ведомости…» 1783 года, но опубликованы только в 1886 году. Первое сообщение о руинах оставил Пётр Симон Паллас в книге «Наблюдения, сделанные во время путешествия по южным наместничествам Русского государства в 1793—1794 годах», как предание о разрушенном во время русско-турецкой войны 1768—1774 года монастыре
Находившаяся здесь греческая церковь была случайно уничтожена пороховым
взрывом во время предпоследней турецкой войны, и теперь видны ее остатки на скале у моря.
П. И. Сумароков также пересказывает предание об осаде и сдаче туркам защитников укреплённого монастыря, впоследствии убитых, и описывает руины
При утёсе, во внутренности развалин крепостного ограждения, стоят ещё стены церкви св. Иоанна
Пётр Кеппен в книге «О древностях южнаго берега Крыма и гор Таврических» 1837 года фактически, пересказывает сообщение Палласа. В. Х. Кондараки в «Универсальном описании Крыма» 1875 года упоминает замок, от которого «ныне остались только следы фундамента». Н. Л. Эрнст в книге «Социалистическая реконструкция Южного берега Крыма» 1935 года писал о развалинах древнего укрепления и церкви на мысе св. Иоанна, упоминал Н. И. Репников в «Археологической карте Южного берега Крыма» 1933 года.